# 龙窖山
龙窖山，中國湖南-江西界山罗霄山脉幕阜山最北端抵長江南岸的餘脈，是瑤族聚居地。龙窖山主體（西部）劃歸湖南省臨湘，東部分別劃入湖北省的通城、崇陽、赤壁。
2001年4月發現龙窖山堆石墓群，屬西晉至明朝時期，瑶族早期千家峒。

## 旅遊
臨湘設「龙窖山风景区」，2006年起是湖南省级风景名胜区。